# Trichoferus robustipes
Trichoferus robustipes là một loài bọ cánh cứng trong họ Cerambycidae.